# Helga Bender
Pour les articles homonymes, voir Bender et König.
Helga Hausen, née en 1942 à Kamenz (Saxe) et morte en juin 2018 dans le quartier de Mainz-Drais à Mayence (Rhénanie-Palatinat), est une actrice allemande sous les noms de scène de Helga Bender ou Helga König.

## Biographie
Institutrice de maternelle en République démocratique allemande, elle arrive en République fédérale d'Allemagne en 1966. Elle suit une formation de graphiste à l'école des beaux-arts de Mayence et est diplômée du conservatoire de Wiesbaden. En 1968, elle obtient un engagement permanent au théâtre d'État de Mayence sous le nom de Helga Bender.
Sous le nom de Helga König, elle apparaît dans plusieurs Lederhosenfilms du réalisateur Franz Marischka à partir de 1972. Marischka lui donna ce nom pour ne pas mettre en danger sa carrière théâtrale. Alors qu'elle est reconnue, elle insiste sur l'existence d'un sosie. Elle tient ensuite dans des rôles au cinéma et à la télévision dans le rôle de Helga Bender. Cependant, elle reste avant tout une actrice de théâtre à Mayence.
Helga Bender fait ses adieux au théâtre de Mayence en 2004, mais elle continue à être comédienne, notamment avec des lectures de poésie, jusqu'en 2017.
Elle fut l'épouse de l'historien, auteur et homme politique local Anton Maria Keim (de) (1928-2016) et vivait avec lui dans la maison de retraite Caritas à Mainz-Drais.

## Filmographie
Sous le nom de Helga König :
- 1973 : Les Allongées
- 1973 : Les Minettes font la queue
- 1973 : Neuf à la file (de)
- 1974 : Votre plaisir, Mesdames (de)
- 1974 : Laß jucken, Kumpel 3. Teil – Maloche, Bier und Bett (de)
- 1974 : Deux Compères sur l'alpage (de)
- 1974 : Parties de plaisir

Sous le nom de Helga Blender :
- 1975 : Y'en a plein les bottes (de)
- 1976 : Je veux seulement que vous m'aimiez (Ich will doch nur, daß ihr mich liebt) de Rainer Werner Fassbinder
- 1977 : Jeux d'amour au Tyrol
- 1980 : Nirgendwo ist Poenichen (de) (TV)
- 1983 : Datenpanne - Das kann uns nicht passieren (TV)
- 1984 : Heimat (mini-série)
- 1984-1991 : Un cas pour deux (série télévisée, 5 épisodes)